# 格利澤257
格利澤257是一顆位於船尾座附近的聯星系統，距離地球約26.1光年。